# Земля майбутнього: Світ за межами
«Земля майбутнього. Світ за межами» (англ. Tomorrowland) — американський фільм 2015 року режисера Бреда Берда. Сценарій написаний Бредом Бердом у співавторстві з Деймоном Лінделофом. Реліз фільму відбувся 22 травня 2015 року в кінотеатрах і IMAX.
Дубльований українською мовою студією Le Doyen на замовлення «Disney Character Voices International» у 2015 році.

## Сюжет
У 1964 році хлопчик Френк Вокер, який захоплюється винахідництвом, прибуває на всесвітню виставку до Нью-Йорку. З собою він приносить саморобний ракетний ранець, сподіваючись, що його винахід тут достойно оцінять та знайдуть йому застосування. Проте очікуваної уваги Френк не отримає. Дівчинка Афіна дарує йому значок, користуючись яким Френк пробирається слідом за ученими з виставки до цілого паралельного світу під назвою Земля майбутнього.
Дія переноситься в 2000-і роки. Дівчина Кейсі Ньютон намагається саботувати знесення космодрому на мисі Канаверал, який перестав використовуватися. Кейсі ловить поліція, а після звільнення віддає її речі, серед яких дівчина виявляє чужий значок. Доторкнувшись до значка, Кейсі бачить себе в Землі майбутнього. Але при цьому вона насправді перебуває в реальному світі, не бачачи перешкод як стіни чи сходи, що створює їй низку проблем.
Кейсі вирішує знайти більше відомостей про значок і знаходить в Інтернеті оголошення про продаж подібного. Відправившись за вказаною в оголошенні адресою, вона виявляє магазин, що торгує ретрофутуристичними товарами. Дивні продавці магазину намагаються з'ясувати, яким чином Кейсі отримала значок, а не отримавши відповіді, намагаються її вбити. У цей момент до магазину вривається Афіна, якою вона була в 1964, і вступає в перестрілку з продавцями, які виявляються роботами. Кейсі та Афіна тікають, а поламані в ході сутички роботи самознищуються, підірвавшись разом з магазином
Афіна, яка представляється роботом, переконує Кейсі вирушити до Френка. Кейсі засинає в автомобілі Афіни та прокидається на узбіччя біля будинку Френка, де Афіна покидає її. Френк живе відлюдькувато і спочатку відмовляється впустити Кейсі, проте дівчині вдається хитрістю виманити його з дому, а самій замкнутися всередині. Кейсі знаходить всередині будинку дивовижні пристрої, а Френк тим часом пробирається всередину через таємний запасний вхід.
Обоє опиняються перед комп'ютером, який аналізує світові новини та видає прогноз скорої загибелі людства з імовірністю у 100%. Коли Кейсі заявляє Френку, що здаватися не можна, тим паче з такими винаходами, як у нього дома, прогноз раптово поліпшується на кілька тисячних відсотка. У цей момент будинок оточують роботи, що під виглядом Секретної Служби США намагаються знищити Кейсі. Роботи атакують, але Френк користується підручними пристроями, щоб дати відсіч. Френк рятує дівчину від переслідувачів і одночасно розповідає свою історію. У 1994 році Френка було вигнано із Землі майбутнього через конфлікт з її керівництвом. Ідеї творців Землі майбутнього побудувати кращий світ, збираючи мрійників і винахідників по всій Землі, не здійснилися. А те, що бачила Кейсі за допомогою значка, лише показувало можливий світ майбутнього, який ті могли б створити. Врешті Кейсі та Френк користуються схованою в будинку ракетою і тікають досить далеко, щоб роботи не могли їх спіймати.
Зустрівшись з Афіною, Кейсі та Френк за допомогою телепорту добираються до Ейфелевої вежі. Всередині вежі Френк показує сховану ракету, на якій всі троє злітають в космос і там переносяться до світу Землі майбутнього. Попри зовнішню схожість на бачене за допомогою значка, світ виявляється майже безлюдним і занедбаним. Прибулих зустрічає глава міста Девід Нікс і розповідає як жителям Землі майбутнього вдалося дізнатися про неминучий кінець світу в ядерній війні. Для цього служить тахіонна обсерваторія, що дозволяє бачити крізь час. Нікс намагався поліпшити людей, формуючи образ світлого майбутнього, але всі його спроби зазнали невдачі. Людей більше цікавило похмуре майбутнє, як у фільмах-катастрофах. До загибелі цивілізації тепер залишилося 59 днів. Нікс оголошує про вигнання Френка із Землі майбутнього знову.
Очікуючи відправлення на Землю разом з Френком, Кейсі згадує як бачила в тахіонній обсерваторії власні образи з майбутнього і здогадується, що тахіонна обсерваторія могла породжувати самовтілювані пророцтва. Даний машиною прогноз загибелі людства і є його причиною, оскільки люди вірять у нього і полишають боротьбу за краще майбутнє. Таким чином, знищивши машину, можна відвернути катастрофу.
Нікс відкриває портал на мальовничий пляж, пропонуючи Френку дожити останні дні там. Френк, натхненний Кейсі, відмовляється та збирається підірвати тахіонну обсерваторію. Нікс вступає у двобій з Френком, в ході якого бомба опиняється поза порталом. Афіна, побачивши образ Нікса з майбутнього, де той стріляє у Френка, затуляє останнього собою. Отримані ушкодження активовують механізм самознищення, Афіна просить Френка використовувати її для знищення тахіонної обсерваторії. Вибух руйнує машину і Нікс гине разом з нею.
Френк і Кейсі налагоджують виробництво нових значків, які поширюють світом. Так вони знаходять нових мрійників, які вірять в світле майбутнє і готові його будувати.

## У ролях
| Актор           | Роль                |
| --------------- | ------------------- |
| Джордж Клуні    | Френк Вокер         |
| Брітт Робертсон | Кейсі Ньютон        |
| Г'ю Лорі        | Девід Нікс          |
| Реффі Кессіді   | Афіна               |
| Тім Макгро      | Едді Ньютон         |
| Кетрін Ган      | Урсула              |
| Кіген-Майкл Кі  | Г'юго Гернсбек      |
| Кріс Бауер      | батько Френка       |
| Пірс Ганьон     | Нейт Ньютон         |
| Джуді Грір      | Дженні Ньютон       |
| Деррен Шахлаві  | кремезний охоронець |

## Цікавинки
- На 96 хвилині фільму, в переліку подій історії, які передивляється головна героїня — Кейсі Ньютон, використано кадри з Майдану Незалежності (Київ) часів Євромайдану.
- На 104 хвилині, нинішнє повсюдне вимирання бджіл в Європі та Америці, згадується як один з передвісників планетарної природної катастрофи.